# Parque Séverine
El parque Séverine (en francés square Séverine) es un parque del XX Distrito de París.

## Descripción
Creado en 1933, el parque se extiende sobre 23 527 m². Está compuesto por zonas ajardinadas con césped y macizos de plantas, así como una gran variedad de árboles de diferentes especies: sauce blanco, olmo, árbol de Judea, ginkgo, cedrela, haya, almez , Tulipanero Magnolia, nogal negro americano, Pterocaria del Cáucaso, acacia americana.
También dispone de un skatepark, mesas de ping-pong, un área de juegos infantiles con un cajón de arena.
El nombre de la plaza hace referencia a la escritora y periodista libertaria y feminista francesa Caroline Rémy (1855-1929), apodada Séverine.
El cantante Gilbert Bécaud realizó  en 1957 la banda sonora para la película «Casino de París», entre otras canciones una titulada Square Séverine.

## Situación
El parque está enmarcado por el boulevard Mortier al oeste, la avenida de la puerta de Bagnolet al sur, la calle Le Vau al este y la calle Dulaure al norte.
Se localiza en las coordenadas: 48°51′56″N 2°24′36″E / 48.86556, 2.41000
 - Línea 3 - Porte de Bagnolet